# Спрощення процедур торгівлі
Спрощення процедур торгівлі (англ. Trade Facilitation) — систематична раціоналізація процедур міжнародної торгівлі та супровідних документів, при цьому «процедури торгівлі» визначені як різні види діяльності, практик і процедур, а також способів представлення, обробки даних та надання повідомлень, необхідних для просування товарів у міжнародній торгівлі.